# Christophe Luquet
Pour les articles homonymes, voir Luquet (homonymie).
Christophe Luquet, né le 19 décembre 1975 à Bagnères-de-Bigorre, est un céiste français de slalom. Il dispute les compétitions en canoë biplace avec son frère jumeau Pierre Luquet.
Il est maintenant professeur de sciences de l'ingénieur en classe préparatoire TSI au lycée Irène et Frédéric Joliot-Curie à Sète.

## Palmarès

### Championnats du monde de slalom
- 2002 à Bourg-Saint-Maurice
  -  Médaille d'or en C-2 par équipe
  -  Médaille d'argent en C-2
- 2007 à Foz do Iguaçu
  -  Médaille d'argent en C-2
  -  Médaille d'argent en C-2 par équipe

### Championnats d'Europe de slalom
- 2005 à Tacen
  -  Médaille de bronze en C-2 par équipe
- 2006 à L'Argentière-la-Bessée
  -  Médaille d'argent en C-2 par équipe